# Edgecomb
Edgecomb est une ville américaine située dans le Comté de Lincoln, dans le Maine. Selon le recensement de 2020, sa population est de 1 188 habitants.

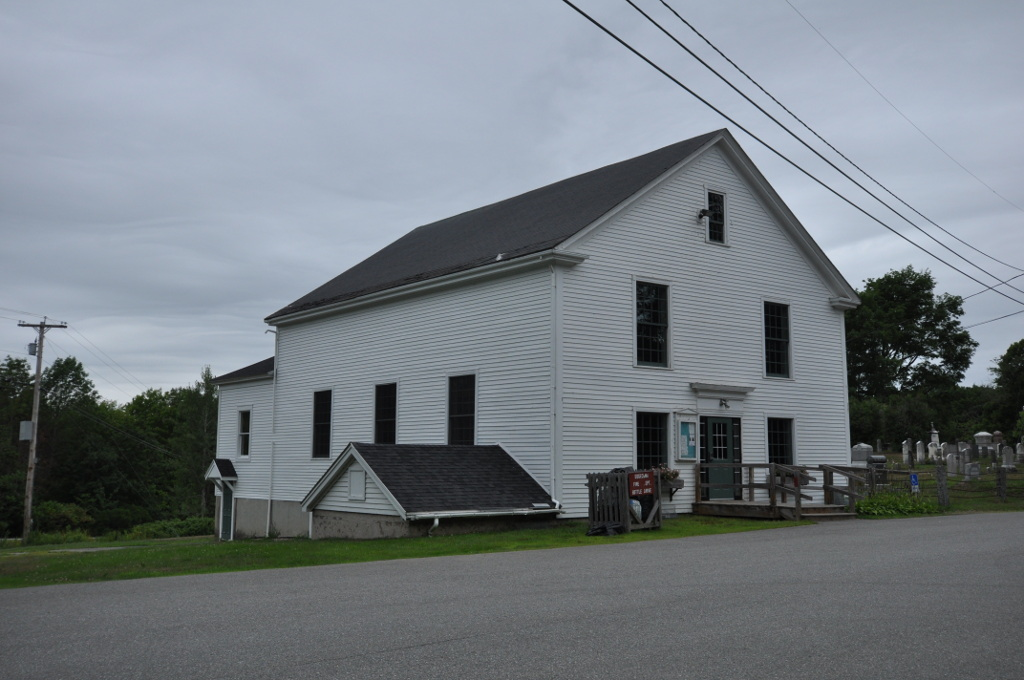
Mairie d'Edgecomb